# إيفان أنغولو
إيفان أنغولو (بالإسبانية: Iván Angulo) هو لاعب كرة قدم كولومبي في مركز الوسط، ولد في 22 مارس 1999 في توماكو في كولومبيا. لعب مع نادي إنفيغادو.

## وصلات خارجية
- إيفان أنغولو على موقع الدوري الأمريكي (الإنجليزية)
- إيفان أنغولو على موقع قاعدة بيانات كرة القدم.إي يو (الإنجليزية)
- إيفان أنغولو على موقع Soccerway.com (الإنجليزية)